# 蘭斯干拿足球會
蘭斯克鲁纳足球會(Landskrona BoIS)，全名為蘭斯克鲁纳足球及體育會，是瑞典一支職業足球會，現時於瑞超甲作賽，即瑞典的第二級聯賽。球會於1915年2月7日成立，他們曾51次於頂級聯賽作賽。1971/72球季贏得瑞典盃冠軍。

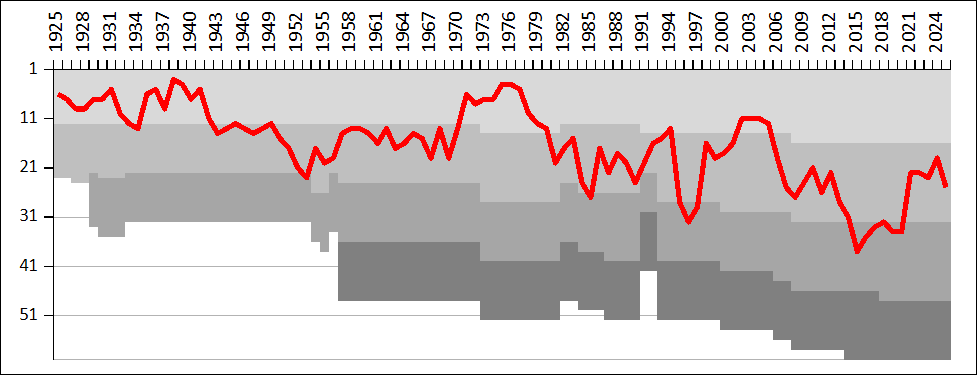
Season by season chart. Landskrona BoIS positions within the Swedish league system

## 外部連結
- Landskrona BoIS （页面存档备份，存于） – 官方網站
- Black & White （页面存档备份，存于） – 球迷官方網站
- BoISare （页面存档备份，存于） – 球迷網站